# Mark Pellegrino
Mark Pellegrino (n. 9 aprilie 1965, Los Angeles, California, Statele Unite) este un actor american de film și de televiziune. A fost nominalizat la Premiul Sindicatului Actorilor pentru cea mai bună distribuție într-un film. Este cel mai cunoscut pentru interpretarea rolurilor lui  Lucifer din serialul TV Supernatural, Paul Bennett din Dexter, Jacob din LOST: Naufragiații și Bishop din Being Human. A mai interpretat roluri ca: Jedikiah Price în serialul The CW The Tomorrow People sau Clayton Haas în thrillerul ABC Quantico.

## Biografie și carieră
Din 2008 este căsătorit cu Tracy Aziz.

## Filmografie
| An                | Titlu                          | Rol                         | Note                                                                                              |
| ----------------- | ------------------------------ | --------------------------- | ------------------------------------------------------------------------------------------------- |
| 1987              | Fatal Beauty                   | Frankenstein                |                                                                                                   |
| 1987              | Death Wish 4: The Crackdown    | Punk                        |                                                                                                   |
| 1989              | No Holds Barred                | Randy                       |                                                                                                   |
| 1989              | Doogie Howser, M.D.            | Dude                        | serial TV                                                                                         |
| 1990              | Prayer of the Rollerboys       | Bango                       |                                                                                                   |
| 1990              | Tales from the Crypt           | Punk                        | serial TV                                                                                         |
| 1991              | Blood and Concrete             | Bart                        |                                                                                                   |
| 1992              | Northern Exposure              | Rolf Hauser                 | serial TV                                                                                         |
| 1992              | Lethal Weapon 3                | Billy Phelps                |                                                                                                   |
| 1994              | Viper                          | Yuri                        | film TV pilot                                                                                     |
| 1994              | Knight Rider 2010              | Robert Lee                  | film TV                                                                                           |
| 1996              | ER                             | Nathan Conley               | serial TV                                                                                         |
| 1996              | The Sentinel                   | Ray                         | serial TV                                                                                         |
| 1997              | The Lost World: Jurassic Park  | Tourist #6                  |                                                                                                   |
| 1997              | NYPD Blue                      | Fran Watkins                | serial TV                                                                                         |
| 1998              | The Big Lebowski               | Blond Treehorn Thug         |                                                                                                   |
| 1998              | A Murder of Crows              | Prof. Arthur Corvus         |                                                                                                   |
| 1998              | NYPD Blue                      | Stanley Streul              | serial TV S06E04                                                                                  |
| 1999              | Word of Mouth                  | Darrow                      |                                                                                                   |
| 1999              | The X-Files                    | Derwood Spinks              | serial TV Episodul: "Hungry"                                                                      |
| 2000              | Drowning Mona                  | Murph Calzone               |                                                                                                   |
| 2001              | Say It Isn't So                | Jimmy Mitchelson            |                                                                                                   |
| 2001              | Mulholland Drive               | Joe Messing                 |                                                                                                   |
| 2001              | The Beast                      | Bobby James/Robert Tibideau | serial TV                                                                                         |
| 2002              | NYPD Blue                      | Steve Dansick               | serial TV                                                                                         |
| 2002              | Mother Ghost                   | Waiter                      |                                                                                                   |
| 2003              | The Hunted                     | Dale Hewitt                 |                                                                                                   |
| 2003              | Moving Alan                    | Alan Kennard                |                                                                                                   |
| 2003              | CSI: Miami                     | Jed Gold                    | serial TV                                                                                         |
| 2004              | Spartan                        | Convict                     |                                                                                                   |
| 2004              | Twisted                        | Jimmy Schmidt               |                                                                                                   |
| 2004              | National Treasure              | Agent Johnson               |                                                                                                   |
| 2005              | Capote                         | Dick Hickock                |                                                                                                   |
| 2005              | CSI: Crime Scene Investigation | Elliot Perolta              |                                                                                                   |
| 2006              | Caffeine                       | Tom                         |                                                                                                   |
| 2006              | The Unit                       | Gary Soto                   | serial TV                                                                                         |
| 2006              | Dexter                         | Paul Bennett                | serial TV                                                                                         |
| 2007              | The Number 23                  | Kyle Flinch                 |                                                                                                   |
| 2007              | Without a Trace                | Sadik Marku                 | serial TV                                                                                         |
| 2007              | Grey's Anatomy                 | Chris                       | sezonul 4 Episodul 1 "A Change Is Goen Come"                                                      |
| 2007              | Burn Notice                    | Quentin King                | serial TV                                                                                         |
| 2008              | Knight Rider                   | Walt Cooperton              | serial TV                                                                                         |
| 2008              | Chuck                          | Alexander Winterborne/Edgar | sezonul 2 Episodul 7 "Chuck Versus the Fat Lady" sezonul 5 Episodul 13 "Chuck Versus the Goodbye" |
| 2008              | Numb3rs                        | Tim Hamer                   | serial TV                                                                                         |
| 2008              | Prison Break                   | Patrick Vikan               | sezonul 4 Episodul 13 "Deal or No Deal" sezonul 4 Episodul 14 "Just Business"                     |
| 2008              | Criminal Minds                 | Lt. Evans                   | sezonul 4 Episodul 10 "Brothers in Arms"                                                          |
| 2009              | An American Affair             | Graham Caswell              |                                                                                                   |
| 2009              | Disappearing In America        | Bodyguard                   |                                                                                                   |
| 2009              | Two:Thirteen                   | John Tyler                  |                                                                                                   |
| 2009–2012,2015–16 | Supernatural                   | Nick/Lucifer                | serial TV; sezonul 5, sezonul 7, sezonul 11.                                                      |
| 2009              | Ghost Whisperer                | Ben Tillman                 | serial TV                                                                                         |
| 2009              | CSI: Crime Scene Investigation | Bruno Curtis                | serial TV                                                                                         |
| 2009              | The Mentalist                  | Vaughn McBride              | serial TV                                                                                         |
| 2009              | Lost                           | Jacob                       | serial TV                                                                                         |
| 2010              | CSI: Miami                     | Greg Calomar                | serial TV                                                                                         |
| 2011              | Bad Meat                       | Doug Kendrew                | Film                                                                                              |
| 2011              | Being Human                    | Bishop                      | serial TV; sezonul 1 - rol principal                                                              |
| 2011              | The Closer                     | Gavin Q. Baker III          | serial TV; sezonul 7                                                                              |
| 2011              | Breakout Kings                 | Virgil Downing              | serial TV                                                                                         |
| 2011              | Locke & Key                    | Rendell Locke               | Unaired pilot                                                                                     |
| 2012              | Chuck                          | Fulcrum Agent               | sezonul 5 Episodul 13 "Chuck Versus the Goodbye"                                                  |
| 2012              | Hemingway & Gellhorn           | Max Eastman                 | film TV                                                                                           |
| 2012              | Castle                         | Tom Dempsey                 | sezonul 4 Episodul 14 "The Blue Butterfly"                                                        |
| 2012              | Being Human                    | Bishop                      | serial TV; sezonul 2 rol secundar                                                                 |
| 2012              | Grimm                          | Jarold Kampfer              | sezonul 2 Episodul 3 "Bad Moon Rising"                                                            |
| 2012              | Revolution                     | Jeremy Baker                | 4 Episodes; recurring role                                                                        |
| 2012              | Person of Interest             | Daniel Drake                | sezonul 2 Episodul 8 "Til Death"                                                                  |
| 2013–2014         | The Tomorrow People            | Jedikiah Price              | Main role                                                                                         |
| 2013              | The Trials of Cate McCall      |                             | Film, Post-productie                                                                              |
| 2013              | Bad Turn Worse                 | Giff                        |                                                                                                   |
| 2015              | Chicago P.D.                   | Jim Anderoff                | Episodul: "Disco Bob"                                                                             |
| 2015              | The Returned                   | Jack Wiship                 | Main role                                                                                         |
| 2015–2016         | Quantico                       | FBI Deputy Director Clayton | Recurring role                                                                                    |